# 建部駅
建部駅（たけべえき）は、岡山県岡山市北区建部町中田にある、西日本旅客鉄道（JR西日本）津山線の駅である。駅舎は国の登録有形文化財。

## 歴史

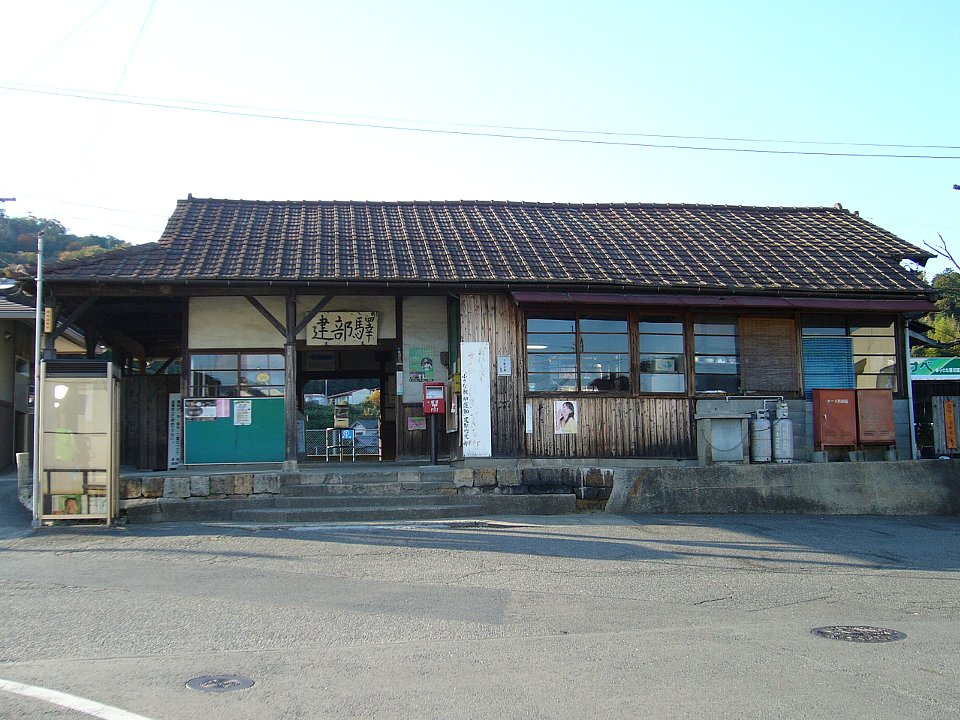
補修前の駅舎（2006年11月）

- 1900年（明治33年）4月14日：中国鉄道本線（現・津山線）福渡駅 - 金川駅間に新設開業[1][2]。
- 1944年（昭和19年）6月1日：中国鉄道鉄道部門が国有化され、国有鉄道津山線の駅となる[2]。
- 1960年（昭和35年）10月15日：貨物取扱廃止[2]。
- 1971年（昭和46年）11月15日：荷物扱い廃止[4]。無人化[5]。
- 1987年（昭和62年）4月1日：国鉄分割民営化により、JR西日本の駅となる[2]。
- 2006年（平成18年）3月2日：駅舎が国の登録有形文化財（建造物）となる[3]。
- 2008年（平成20年）3月27日：駅舎保存整備工事が完成[6]。
- 2016年（平成28年）7月末：ホームから駅舎を通らずに通行出来るスロープとタクシー待機場を設置[7]。

## 駅構造

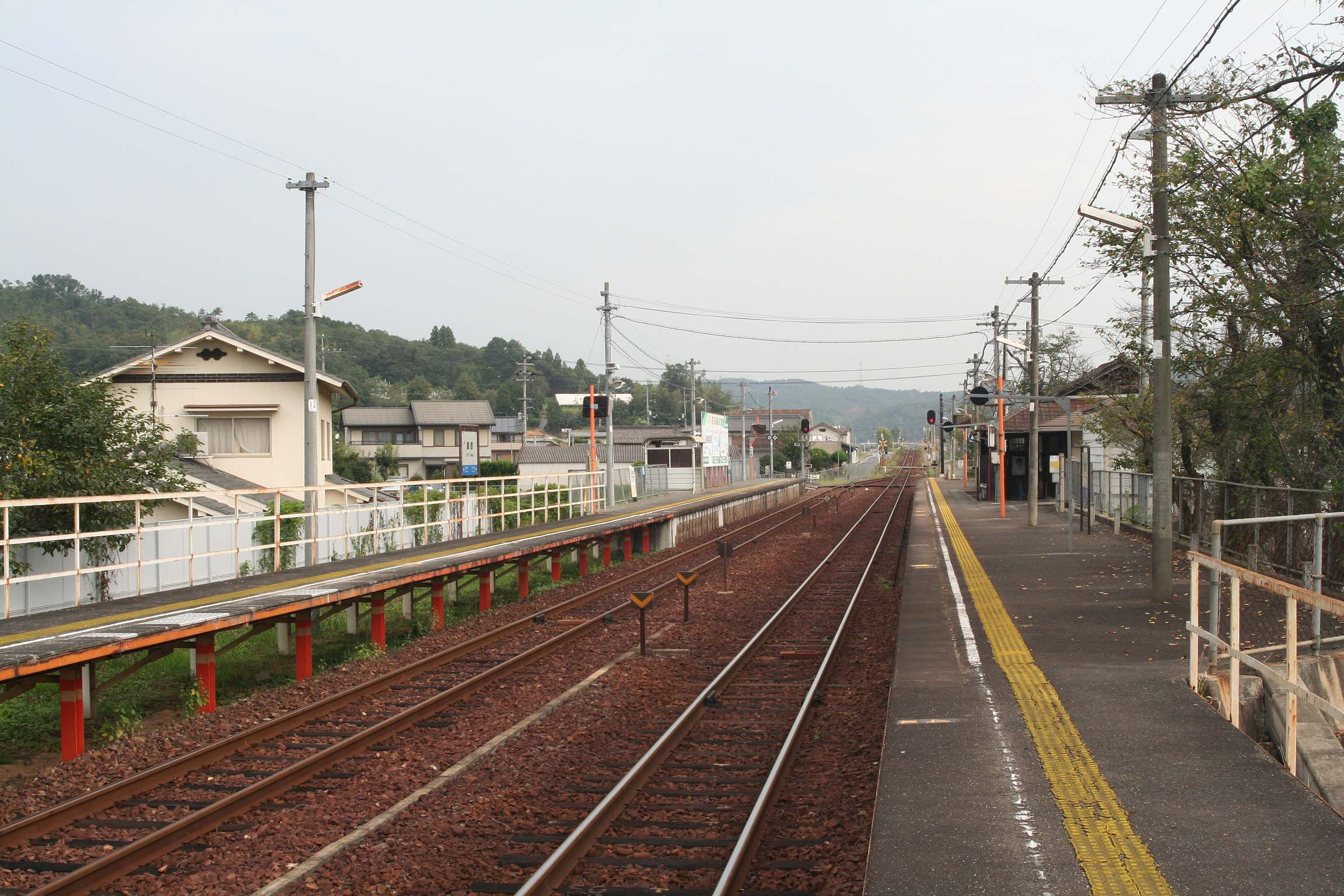
構内（2007年9月）

相対式ホーム2面2線を持ち、行違い設備を有する地上駅。地元市民による新駅開設運動によって集まった寄付金で建設された駅である。
開業以来の木造駅舎が残り、2006年（平成18年）3月には国の登録有形文化財となった。映画監督の今村昌平がこの駅舎を気に入り、映画「カンゾー先生」（1998年公開）のロケ地ともなった。しかし、ホームから駅前までは段差があったため、2016年（平成28年）に北側にあった旧駅員宿舎を解体し、その跡にスロープとタクシー待機場を設置した。
交換設備は国鉄末期に撤去されたが、津山線高速化事業により復活した。駅舎反対側のホーム（1番のりば）には待合室が置かれる。駅舎側の2番線を上下本線、1番線を上下副本線とした1線スルーとなっている。男女共用の水洗式便所がある。
岡山駅管理の無人駅である。かつては簡易委託駅であった。

### のりば
| のりば | 路線   | 方向 | 行先           |
| ------ | ------ | ---- | -------------- |
| 1・2   | 津山線 | 上り | 福渡・津山方面 |
| 1・2   | 津山線 | 下り | 岡山行き       |

付記事項
- 全通過列車と、行違いの無い停車列車は、上下線問わず2番のりばに発着あるいは通過する。
- 反対方向からの通過列車と行違いを行う停車列車は、上下線問わず1番のりばに発着する（但し、現時点では津山方面行のみ設定）。
- 停車列車同士の行違いの場合は、津山方面行（上り）が1番のりば、岡山行（下り）が2番のりばに入る。
- 2007年度ダイヤでは、1番のりばに発着する岡山行（下り）の営業列車は設定されていない。

## 利用状況
1日の平均乗車人員は以下の通り。
| 乗車人員推移 | 乗車人員推移 |
| 年度         | 1日平均人数  |
| ------------ | ------------ |
| 1999         | 301          |
| 2000         | 279          |
| 2001         | 265          |
| 2002         | 263          |
| 2003         | 285          |
| 2004         | 289          |
| 2005         | 277          |
| 2006         | 252          |
| 2007         | 259          |
| 2008         | 271          |
| 2009         | 257          |
| 2010         | 223          |
| 2011         | 213          |
| 2012         | 205          |
| 2013         | 210          |
| 2014         | 194          |
| 2015         | 189          |
| 2016         | 174          |
| 2017         | 177          |
| 2018         | 184          |
| 2019         | 174          |
| 2020         | 150          |
| 2021         | 129          |

## 駅周辺
- 岡山北警察署建部駐在所
- 建部郵便局
- 岡山市立建部中学校
- 岡山市立建部保育園
- 建部町文化センター
  - 建部温泉プール「はっぽね」
- 建部新町 - 歴史的町並み
- 山陽マルナカ建部店
- 岡山県道211号建部停車場線

## 特記事項

### 駅舎保存整備工事
2007年（平成19年）12月5日より、駅舎の長期的な保存を目的として、傷みの激しい瓦や外壁などの個所を補修する工事が行われ、2008年（平成20年）3月27日に完成した。
工事中は駅舎に仮囲いが施され入場不可能となり、利用者は駅舎と便所の間に設けられた仮改札口を通行してホームに入っていた。また、出札窓口も便所の前に仮設のものが設けられていた。

## 隣の駅
西日本旅客鉄道（JR西日本）
 津山線
■快速「ことぶき」（1往復のみ停車）・■普通
福渡駅 - 建部駅 - 金川駅